# Israël op de Olympische Winterspelen 2022
Israël was een van de deelnemende landen aan de Olympische Winterspelen 2022 in Peking, China.

## Deelnemers en resultaten

### Alpineskiën
Maximaal vier deelnemers per onderdeel
Mannen
| Naam             | Onderdeel         | 1e run  | 1e run | 2e run  | 2e run | Totaal  | Totaal |
| Naam             | Onderdeel         | Tijd    | Rang   | Tijd    | Rang   | Tijd    | Rang   |
| ---------------- | ----------------- | ------- | ------ | ------- | ------ | ------- | ------ |
| Barnabás Szőllős | Alpine combinatie | 1:45,04 | 11     | 48,14   | 2      | 2:33,18 | 6      |
| Barnabás Szőllős | Reuzenslalom      | 1:07,89 | 28     | 1:10,04 | 21     | 2:17,93 | 22     |
| Barnabás Szőllős | Slalom            | 56,83   | 28     | 51,88   | 23     | 1:48,71 | 23     |
| Barnabás Szőllős | Super G           | n.v.t.  | n.v.t. | n.v.t.  | n.v.t. | 1:24.28 | 30     |

Vrouwen
| Naam        | Onderdeel | 1e run | 1e run | 2e run | 2e run | Totaal  | Totaal |
| Naam        | Onderdeel | Tijd   | Rang   | Tijd   | Rang   | Tijd    | Rang   |
| ----------- | --------- | ------ | ------ | ------ | ------ | ------- | ------ |
| Noa Szőllős | Super G   | n.v.t. | n.v.t. | n.v.t. | n.v.t. | 1:17,94 | 34     |

### Kunstrijden
Individueel
| Naam              | Onderdeel | KK    | KK   | VK             | VK             | Totaal | Totaal |
| Naam              | Onderdeel | Score | Rang | Score          | Rang           | Score  | Rang   |
| ----------------- | --------- | ----- | ---- | -------------- | -------------- | ------ | ------ |
| Oleksij Bytsjenko | Mannen    | 68,01 | 26   | niet geplaatst | niet geplaatst | 68,01  | 26     |

Gemengd
| Naam                            | Onderdeel | KK    | KK   | VK    | VK   | Totaal | Totaal |
| Naam                            | Onderdeel | Score | Rang | Score | Rang | Score  | Rang   |
| ------------------------------- | --------- | ----- | ---- | ----- | ---- | ------ | ------ |
| Hailey Kops Evgeni Krasnopolski | Paren     | 55,99 | 15   | 97,83 | 15   | 153,82 | 15     |

### Shorttrack
Mannen
| Naam              | Onderdeel | Series   | Series | Kwartfinale    | Kwartfinale    | Halve finale   | Halve finale   | Finale         | Finale         |
| Naam              | Onderdeel | Tijd     | Rang   | Tijd           | Rang           | Tijd           | Rang           | Tijd           | Rang           |
| ----------------- | --------- | -------- | ------ | -------------- | -------------- | -------------- | -------------- | -------------- | -------------- |
| Vladislav Bykanov | 500 m     | 40,900   | 2      | 41,157         | 3              | niet geplaatst | niet geplaatst | niet geplaatst | niet geplaatst |
| Vladislav Bykanov | 1000 m    | 1:24,875 | 4      | niet geplaatst | niet geplaatst | niet geplaatst | niet geplaatst | niet geplaatst | niet geplaatst |
| Vladislav Bykanov | 1500 m    | n.v.t.   | n.v.t. | 2:09,932       | 4              | 2:13,491       | 6              | niet geplaatst | niet geplaatst |

Albanië · Amerikaans-Samoa · Amerikaanse Maagdeneilanden · Andorra · Argentinië · Armenië · Australië · Azerbeidzjan · België · Bolivia · Bosnië en Herzegovina · Brazilië · Bulgarije · Canada · Chili · China · Chinees Taipei · Colombia · Cyprus · Denemarken · Duitsland · Ecuador · Eritrea · Estland · Filipijnen · Finland · Frankrijk · Georgië · Ghana · Griekenland · Groot-Brittannië · Haïti · Hongarije · Hongkong · Ierland · IJsland · India · Iran · Israël · Italië · Jamaica · Japan · Kazachstan · Kirgizië · Kosovo · Kroatië · Letland · Libanon · Liechtenstein · Litouwen · Luxemburg · Madagaskar · Maleisië · Malta · Marokko · Mexico · Moldavië · Monaco · Mongolië · Montenegro · Nederland · Nieuw-Zeeland · Nigeria · Noord-Macedonië · Noorwegen · Oekraïne · Oezbekistan · Oost-Timor · Oostenrijk · Pakistan · Peru · Polen · Portugal · Puerto Rico · Roemenië · San Marino · Saoedi-Arabië · Servië · Slovenië · Slowakije · Spanje · Thailand · Trinidad en Tobago · Tsjechië · Turkije · Verenigde Staten · Wit-Rusland · Zuid-Korea · Zweden · Zwitserland
Russische ploeg